# Deformación profesional
Deformación profesional es la tendencia a ver las cosas desde el punto de vista de la propia profesión en vez de tener una perspectiva más amplia. Esto implica que la formación profesional a menudo resulta en una distorsión de la forma en que se perciben el mundo. El dicho: "Cuando tienes un martillo, todo te parecen clavos" caracteriza a este fenómeno. El premio Nobel Alexis Carrel observó: "Todo especialista, debido a un conocido sesgo profesional, cree que comprende al ser humano en su totalidad, cuando en realidad solo capta una pequeña parte de él".
Como término en psicología, probablemente fue acuñado por el sociólogo belga Daniel Warnotte o por el sociólogo ruso-estadounidense Pitirim Sorokin.[cita requerida]